# يهودا والسامرة

الضفة الغربية بالأحمر، وهي تضم التقسيم الإداري الإسرائيلي "يهودا والسامرة" بالإضافة إلى القدس الشرقية.

يهودا والسامرة (بالعبرية: מחוז יהודה ושומרון) (تلفظ مخوز يهودا فشومرون)، هو مصطلح إسرائيلي رسمي يستخدم للإشارة إلى الضفة الغربية، ويهودا والسامرة منطقة إدارية بحسب التقسيم الإسرائيلي، يشمل كامل الضفة الغربية باستثناء القدس الشرقية. تأتي التسمية من الكتاب العبري حيث تصف الرواية الدينية أن مملكة يهودا وقعت في الجنوب ومملكة السامرة في الشمال، وحالياً يقصد بيهودا كل المنطقة الممتدة جنوب القدس، بما في ذلك منطقة جوش عتصيون (في محافظة بيت لحم) وجبل الخليل (محافظة الخليل) بينما منطقة السامرة تشير إلى المنطقة الواقعة شمال القدس وخصوصاً (محافظة نابلس ورام الله).